# Опричнина
Опри́чнина — в российской историографии часть государственной политики Ивана Грозного с 1565 по 1572 годы, состоявшей в реализации чрезвычайных репрессивных мер, конфискации имущества и земель знати и церкви в пользу государства, борьбе с предполагаемой изменой в среде боярско-княжеской знати, заключавшейся в применении массовых казней. В Большой российской энциклопедии опричнина рассматривается как период в истории России, когда функционирование самодержавной власти приняло форму террористической деспотии.
Страна делилась на две части: «Государеву светлость Опричнину» и земщину. В Опричнину попали, в основном, северо-восточные русские земли, где было мало бояр-вотчинников. Центром Опричнины стала новая резиденция Ивана Грозного — Александровская слобода. Опричнина стала личным уделом царя, особой государственной территорией, с войском и государственным аппаратом, доходы с которой поступали в государственную казну. 
Опричниками назывались государственные люди, составлявшие личную гвардию царя и непосредственно осуществлявшие политику опричнины.

## Этимология
Слово «опричнина» происходит от древнерусского «опричь», что означает «вне», «снаружи», «отдельно», «за пределами», «особый», «окроме» (то есть кроме, отсюда происходит и другое старинное название опричников — «кромешники»). Сходное название носило народное повстанческое движение в Галиции, Прикарпатье и Закарпатье XVI—XVIII вв. — опришки. Суть политики опричнины — в выделении части территории исключительно для нужд государства, его служащих — дворян и войска (вооружённых сил). Изначально численность опричников должна была составлять — «опричную тысячу» — дворян и детей боярских, однако, царь избрал 6000. Исторически опричниной в Московском княжестве назывался удел, выделявшийся вдове при разделе имущества мужа, а также часть удела великих княгинь, находившаяся в их полном и непосредственном распоряжении, то есть та часть владений, над которой не действовала никакая правовая традиция.

## Предыстория
В январе 1558 года царь Иван IV начал Ливонскую войну за овладение побережьем Балтийского моря для получения доступа к морским коммуникациям и упрощения торговли с западноевропейскими странами.
После перемирия марта—ноября 1559 года Русское царство сталкивается с широкой коалицией врагов, к числу которых относятся Королевство Швеция, Королевство Польша, Великое княжество Литовское. Фактически участвует в антирусской коалиции и вассал Османской империи Крымское ханство, которое разоряет регулярными военными походами южные области Руси. Война принимает затяжной изнурительный характер. Засуха и голод, эпидемии чумы, крымскотатарские походы, польско-литовские рейды и морская блокада, осуществляемая Швецией, опустошают страну.

## Причины введения опричнины
По мнению советских историков А. А. Зимина и А. Л. Хорошкевич, причина разрыва Ивана Грозного с «Избранной радой» состояла в том, что программа последней оказалась исчерпанной. В частности, была дана «неосмотрительная передышка» Ливонии, в результате чего в войну втянулось несколько европейских государств. Кроме того, царь не был согласен с идеями деятелей «Избранной рады» (в особенности, Адашева) о приоритетности завоевания Крыма по сравнению с военными действиями на Западе. Наконец, «Адашев проявил излишнюю самостоятельность во внешнеполитических сношениях с литовскими представителями в 1559 г.» и в итоге был отправлен в отставку.
Подобные мнения о причинах разрыва Ивана с «Избранной радой» разделяют далеко не все историки. В XIX веке Н. И. Костомаров видел подоплёку конфликта в отрицательных особенностях характера Ивана Грозного, а деятельность «Избранной рады», напротив, оценивал высоко. В. Б. Кобрин также полагал, что личность царя сыграла здесь решающую роль, однако, в то же самое время, он увязывал поведение Ивана с его приверженностью программе ускоренной централизации страны, противостоящей идеологии постепенных перемен «Избранной рады». Историки считают, что выбор первого пути обусловлен личным характером Ивана Грозного, не желавшего слушать людей, не согласных с его политикой. Таким образом, по мнению Кобрина, после 1560 года Иван встал на путь ужесточения власти, который привёл его к репрессивным мерам.
По мнению Р. Г. Скрынникова, знать легко бы простила Грозному отставку его советников Адашева и Сильвестра, но она не желала мириться с покушением на прерогативы боярской Думы. Идеолог боярства Курбский самым решительным образом протестовал против ущемления привилегий знати и передачи функций управления в руки приказных (дьяков): «писарям русским князь великий зело верит, а избирает их ни от шляхетского роду, ни от благородна, но паче от поповичей или от простого всенародства, а то ненавидячи творит вельмож своих».
Новые недовольства князей, считает Скрынников, вызвал царский указ от 15 января 1562 года об ограничении их вотчинных прав, ещё больше, чем прежде, уравнивавший их с поместным дворянством. Вследствие этого в начале 1560-х годов среди знати появляется стремление бежать от царя Ивана за границу. Так, дважды пытался бежать за рубеж и дважды был прощён И. Д. Бельский, были пойманы при попытке к бегству и прощены князь В. М. Глинский и И. В. Шереметев. Среди окружения Грозного нарастает напряжённость: зимой 1563 года перебежали к полякам боярин Колычёв, Т. Пухов-Тетерин, М. Сарохозин. Был обвинён в измене и сговоре с поляками, но после помилован наместник Стародуба В. Фуников. За попытку уйти в Литву смоленский воевода князь Дмитрий Курлятев был отозван из Смоленска и сослан в отдалённый монастырь на Ладожском озере. В апреле 1564 года в Польшу перебежал в опасении опалы Андрей Курбский, как позднее указывает в своих сочинениях сам Грозный, прислав оттуда Ивану обвинительное письмо.
В 1563 году дьяк Владимира Андреевича Старицкого Савлук Иванов, посаженный князем за что-то в тюрьму, подал донос о «великих изменных делах» последнего, что тотчас нашло живой отклик у Ивана. Дьяк утверждал, в частности, что Старицкий предупредил полоцких воевод о намерении царя осадить крепость. Царь простил брата, но лишил части удела, а княгиню Ефросинью Старицкую 5 августа 1563 года велел постричь в монахини Воскресенской обители на р. Шексне. При этом последней было позволено сохранить при себе прислугу, получившую несколько тысяч четвертей земли в окрестностях монастыря, и ближних боярынь-советниц, а также разрешены поездки на богомолье в соседние обители и вышивка. Веселовский и Хорошкевич выдвигают версию добровольного пострижения княгини в монахини.
В 1564 году русское войско было разбито на р. Уле. Есть версия, что это послужило толчком к началу казней тех, кого Грозный счёл виновниками поражения: были казнены двоюродные братья — князья Оболенские, Михайло Петрович Репнин и Юрий Иванович Кашин. Считается, что Кашин был казнён за отказ плясать на пиру в скоморошьей маске, а Дмитрий Фёдорович Оболенский-Овчина — за то, что попрекнул опричника Фёдора Басманова в «содомии», был казнён и известный воевода Никита Васильевич Шереметев.
В начале декабря 1564 года, согласно известиям Г. Штадена, была предпринята попытка вооружённого мятежа против царя, в которой принимали участие западные силы: «Многие знатные вельможи собрали в Литве и в Польше немалую партию и хотели с оружием идти против царя своего».

## Устройство
Опричнина учреждалась царём по образцу монашеского ордена, который ему подчинялся непосредственно. Духовным её центром становилась Александровская слобода (Владимирская область).
Первоначальная численность опричников равнялась тысяче человек. Затем штат опричников расширился, появились опричные воеводы и головы. Одеянием опричники напоминали монахов (чёрные скуфейки и подрясники), однако в отличие от них они имели право носить и применять оружие. Приветствием опричников был клич «гойда!». Каждый опричник приносил клятву на верность царю и обязывался не общаться с земскими. Будучи опричным «игуменом», царь исполнял ряд монашеских обязанностей. Вторым после игумена считался келарь Афанасий Вяземский. Пономарём был Малюта Скуратов. Так, в полночь все вставали на полунощницу, в четыре утра — к заутрене, в восемь начиналась обедня. Царь показывал пример благочестия: сам звонил к заутрене, пел на клиросе, усердно молился, а во время общей трапезы читал вслух Священное Писание. В целом, богослужение занимало около 9 часов в день.
Опричники были разделены на государев полк (гвардию) и четыре приказа, а именно: Постельный, ведающий обслуживанием помещений дворца и предметами обихода царской семьи; Бронный — оружейный; Конюшенный, в ведении которого находилось огромное конное хозяйство дворца и царской гвардии; и Сытный — продовольственный.
Как утверждали ливонские дворяне Таубе и Крузе, «Опричники (или избранные) должны во время езды иметь известное и заметное отличие, именно следующее: собачьи головы на шее у лошади и метлу на кнутовище. Это обозначает, что они сперва кусают, как собаки, а затем выметают всё лишнее из страны». Среди учёных нет единой точки зрения, шла ли речь о настоящих собачьих головах, их символических изображениях или просто о метафоре. Обзор литературы и мнений по данному вопросу даёт Чарльз Гальперин (сам он склоняется к буквальному пониманию сообщений о головах). Метла же могла символизировать чудесное оружие, насмерть поражающее врага.

## История

### Ход событий
3 декабря 1564 года Иван Грозный с семьёй внезапно выехал из столицы на богомолье. С собой царь взял казну, личную библиотеку, иконы и символы власти. Посетив село Коломенское, он не стал возвращаться в Москву и, проскитавшись несколько недель, остановился в Александровской слободе.
3 января 1565 года он объявил о своём отречении от престола в пользу старшего сына юного царевича Ивана Ивановича, по причине «гнева» на бояр, церковных, воеводских и приказных людей. После прочтения послания царя в Москве резко накалилась антибоярская обстановка — в Кремль пришли тысячи москвичей, разъярённых названными в послании изменами бояр, и Боярской Думе ничего не оставалось, как просить Ивана возвратиться на царство. Через два дня в Александровскую слободу прибыла депутация во главе с архиепископом Пименом, которая уговорила царя вернуться на царство. 5 января 1565 года государь Иван IV принимает решение учредить опричнину.
В начале февраля 1565 года Иван Грозный вернулся в Москву из Александровской слободы. 3 февраля он объявил, что вновь принимает на себя правление, с тем, чтобы ему вольно было казнить изменников, налагать на них опалу, лишать имущества «без докуки и печалований» со стороны духовенства и учредить в государстве «опричнину». Всё, что не вошло в эту опричнину, было земщиной, во главе которой стояли свои земские бояре и даже (в 1575—1576 годах) особый земский царь.
По словам летописца: «И потом, по грехом Руския всея земли, восташа мятеж велик и ненависть во всех людях, и междоусобная брань и беда велика, и государя на гнев подвигли, и за великую измену царь учиниша опричнину».
К посвящению в сан митрополита Филиппа, произошедшему 25 июля 1566 года, была подготовлена и подписана грамота, согласно которой Филипп обещал «в опричнину и царский обиход не вступаться и, по поставлении, из-за опричнины… митрополии не оставлять», но 22 марта 1568 года в Успенском соборе Филипп отказался благословить царя и потребовал отменить опричнину. В ответ опричники насмерть забили железными палками слуг митрополита, затем против митрополита был возбуждён процесс в церковном суде. Филипп был извергнут из сана и сослан в Тверской Отроч монастырь.
В начале сентября 1567 года Грозный вызвал к себе английского посланника Дженкинсона и через него передал королеве Елизавете I просьбу о предоставлении убежища в Англии. Это было связано с известием о заговоре в земщине, поставившем целью свергнуть царя с престола в пользу его двоюродного брата князя Владимира Андреевича Старицкого. Основой послужил донос самого Владимира Андреевича; Р. Г. Скрынников признаёт принципиально неразрешимым вопрос, действительно ли возмущённая опричниной «земщина» составила заговор, или всё сводилось лишь к неосторожным разговорам оппозиционного толка. По этому делу последовал ряд казней, также в Коломну был сослан конюший боярин Иван Фёдоров-Челяднин, крайне популярный в народе своей неподкупностью и судейской добросовестностью (незадолго перед тем он доказал свою верность царю, выдав подосланного к нему польского агента с грамотами от короля).
Летом 1568 года Фёдоров-Челяднин был обвинён в том, что якобы с помощью своих слуг собирался свергнуть царя. Он и 30 человек, признанные его сообщниками, были казнены. В царском Синодике опальных по этому поводу записано: «Отделано <то есть убито — жаргонный термин опричников>: Ивана Петровича Фёдорова; на Москве отделаны Михаил Колычёв да три сына его; по городам — князя Андрея Катырева, князя Фёдора Троекурова, Михаила Лыкова с племянником». Их поместья были разгромлены, все слуги перебиты: «Отделано 369 человек и всего отделано июля по 6-е число (1568)». По мнению Р. Г. Скрынникова, «Репрессии носили в целом беспорядочный характер. Хватали без разбора друзей и знакомых Фёдорова-Челяднина, уцелевших сторонников Адашева, родню находившихся в эмиграции дворян и так далее. Побивали всех, кто осмеливался протестовать против опричнины». В подавляющем большинстве они были казнены даже без видимости суда, по доносам и оговорам под пыткой. Фёдорову-Челяднину царь собственноручно нанёс удар ножом, после чего опричники его изрезали своими ножами.
При этом есть свидетельства, что приказы о казнях и пытках отдавались нередко в церкви. Историк Г. П. Федотов считает, что «не отрицая покаянных настроений царя, нельзя не видеть, что он умел в налаженных бытовых формах совмещать зверство с церковной набожностью, оскверняя самую идею православного царства».
В 1569 году умер двоюродный брат царя князь Владимир Андреевич Старицкий (предположительно, по слухам, по приказу царя ему принесли чашу с отравленным вином и приказанием, чтобы вино выпили сам Владимир Андреевич, его жена и их старшая дочь). Несколько позднее была убита и мать Владимира Андреевича, Ефросинья Старицкая, неоднократно встававшая во главе боярских заговоров против Ивана IV и неоднократно помилованная им же.
В Тверском Отрочем монастыре в декабре 1569 года Малюта Скуратов лично задушил митрополита Филиппа, отказавшегося благословить поход на Новгород. Род Колычёвых, к которому принадлежал Филипп, подвергся преследованию; некоторые из его членов были казнены по приказу Ивана.

### Формирование опричного войска
Началом образования опричного войска можно считать тот же 1565 год, когда был сформирован отряд в 1000 человек, отобранных из «опричных» уездов. В дальнейшем число «опричников» достигло 6000 человек. В Опричное войско включались также и отряды стрельцов с опричных территорий. С этого времени служилые люди стали делиться на две категории: дети боярские, из земщины, и дети боярские, «дворовые и городовые», то есть получавшие государево жалование непосредственно с «царского двора». Следовательно, Опричным войском надо считать не только Государев полк, но и служилых людей, набранных с опричных территорий и служивших под начальством опричных («дворовых») воевод и голов.
Создалась и «особая опричнина» в количестве 500—900 человек . Эти люди в случае необходимости служили в роли доверенных царских порученцев, осуществлявшие охранные, разведывательные, следственные и карательные функции.
Во дворцах Сытном, Кормовом и Хлебенном был назначен особый штат ключников, поваров, писарей и т. п.; были набраны особые отряды стрельцов. На содержание опричнины были назначены особые города (около 20, в том числе Вологда, Вязьма, Суздаль, Козельск, Медынь, Великий Устюг) с волостями. В самой Москве некоторые улицы были отданы в распоряжение опричнины (Чертольская, Арбат, Сивцев Вражек, часть Никитской и пр.); прежние жители были переселены на другие улицы. В опричнину было набрано также тысяча избранных особо дворян, детей боярских, как московских, так и городских. Условием принятия человека в опричное войско и опричный двор было отсутствие родственных и служебных связей со знатными боярами. Им были розданы поместья в волостях, назначенных на содержание опричнины; прежние помещики и вотчинники были переведены из тех волостей в другие.
Всё остальное государство должно было составлять «земщину»: царь поручил его земским боярам, то есть собственно боярской думе, и во главе управления им поставил князя Ивана Дмитриевича Бельского и князя Ивана Фёдоровича Мстиславского. Все дела должны были решаться по старине, причём с большими делами следовало обращаться к боярам, если же случатся дела ратные или важнейшие земские — то к государю. За подъём свой, то есть за поездку в Александровскую слободу, царь взыскал с Земского приказа 100 тысяч рублей (для того времени совершенно фантастическая сумма).
По мнению академика С. Ф. Платонова, правительство предписывало опричным и земским людям действовать вместе. Так, в мае 1570 «приказал государь о (литовских) рубежах говорити всем бояром, земским и из опришнины… и бояре обои, земские и из опришнины, о тех рубежах говорили» и пришли к одному общему решению.
По мнению академика С. Ф. Платонова, после учреждения опричнины было быстро разрушено землевладение крупной феодальной знати, бояр и княжат, которые в массе своей были переселены на окраины государства, где шли постоянные военные действия:

Опричнина была первой попыткой разрешить одно из противоречий московского государственного строя. Она сокрушила землевладение знати в том его виде, как оно существовало из старины. Посредством принудительной и систематически произведённой мены земель она уничтожила старые связи удельных княжат с их родовыми вотчинами везде, где считала это необходимым, и раскидала подозрительных в глазах Грозного княжат по разным местам государства, преимущественно по его окраинам, где они превратились в рядовых служилых землевладельцев.— С. Ф. Платонов.
Полный курс лекций по русской истории
Критики подхода Платонова указывают на несоответствие его концепций реалиям времени, в частности преувеличивание роли и влияния землевладельцев-феодалов. Как отмечал советский историк C. Б. Веселовский, ещё дед Грозного — Иван III лишил удельных феодалов практически всех прав и привилегий, в том числе независимости от местных великокняжеских волостелей, кроме того в «государеву опричнину» попали в основном земли никогда ранее не принадлежавшие крупным боярским и княжеским родам. По его же словам:

Таким образом, направленность опричнины против старого землевладения бывших удельных княжат следует признать сплошным недоразумением <…> [Существует] другое утверждение С. Ф. Платонова, которое тоже направлено к тому, чтобы осмыслить и реабилитировать опричнину. Я имею в виду его характеристику бывших удельных князей как могущественных феодалов, сохранивших некоторые права полузависимых владетельных государей, и составлявших в классе привилегированных служилых землевладельцев особую категорию лиц с интересами, во многих отношениях враждебными интересам прочих титулованных и нетитулованных землевладельцев. Для времени царя Ивана такой взгляд на княжат следует признать запоздалым лет на сто. — C. Б. Веселовский. Исследования по истории опричнины.

### Поход против Новгорода (1569—1570)
В декабре 1569 года, подозревая новгородскую знать в соучастии в «заговоре» недавно убитого по его приказу князя Владимира Андреевича Старицкого и одновременно в намерении передаться польскому королю, Иван в сопровождении большого войска опричников выступил против Новгорода.
Несмотря на новгородские летописи, «Синодик опальных», составленный около 1583 года, со ссылкой на отчёт («сказку») Малюты Скуратова, говорит о 1505 казнённых под контролем Скуратова. Советский историк Руслан Скрынников, прибавив к этому числу всех поимённо названных новгородцев, получил оценку в 2170—2180 казнённых; оговариваясь, что донесения могли быть не полны, многие действовали «независимо от распоряжений Скуратова», Скрынников допускает цифру в три-четыре тысячи человек. В. Б. Кобрин считает и эту цифру крайне заниженной, отмечая, что она исходит из предпосылки, что Скуратов был единственным или по крайней мере главным распорядителем убийств. Кроме того, результатом уничтожения опричниками съестных запасов был голод (так что упоминается людоедство), сопровождавшийся свирепствовавшей в то время эпидемией чумы. Согласно новгородской летописи, во вскрытой в сентябре 1570 года общей могиле, где погребали всплывших жертв Ивана Грозного, а также умерших от последовавших голода и болезней, обнаружили 10 тысяч человек. Кобрин сомневается, что это было единственное место погребения погибших, однако считает цифру в 10—15 тысяч наиболее близкой к истине, хотя общее население Новгорода тогда не превышало 30 тысяч. Однако убийства не были ограничены лишь самим городом.
Из Новгорода Грозный отправился к Пскову. Первоначально ему он готовил ту же участь, но царь ограничился только казнью нескольких псковичей и конфискацией их имущества. Грозный приказал снять колокола с одного псковского монастыря. В тот же час пал под царём его лучший конь, что произвело впечатление на Ивана. Царь поспешно покинул Псков и вернулся в Москву, где снова начались розыски и казни: искали сообщников новгородской измены. От этого дела сохранилось только описание в Переписной книге Посольского приказа: «Столп, а в нём статейной список из сыскного из изменного дела 78-го (1570) году на ноугородцкого архиепископа Пимина, и на новгородцких дьяков, и на подьячих, и на гостей, и на владычних приказных, и на детей боярских, и на подьячих, как они ссылались к Москве (были в связи с Москвой; далее — список) … что архиепископ Пимин хотел с ними Новгород и Псков отдати Литовскому королю, а царя и великого князя Ивана Васильевича всея Русии хотели злым умышлением извести, а на государство посадити князя Володимера Ондреевича; и в том деле с пыток многие про ту измену на новгородцкого архиепископа Пимина и на ево советников и на себя говорили, и в том деле многие кажнены смертью розными казнми, а иные разосланы по тюрмам, а до ково дело не дошло, и те свобождены, а иные и пожалованы»; далее идёт важное примечание: «…а подлинново дела, ис чево тот статейный список выписан, не сыскано, а приговор… и список за дьячьею пометою, хто как кажнен, ветх гораздо и изодрались, а большой статейный список ветх же»; то есть и здесь нет подлинных документов, как указывает неоднократно С. Ф. Платонов. Были схвачены ряд лиц, которые задавали тон в делах после разгона «Избранной рады»: А. Д. Басманов с сыном Фёдором, дьяк Посольского приказа И. М. Висковатов, казначей Н. Фуников-Курцев, опричный келарь (снабженец) А. Вяземский и другие (все они были умерщвлены, некоторые — особо изуверским образом: так, Фуникова попеременно обливали кипятком и холодной водой, его жену, раздев, посадили на натянутую верёвку и протащили по ней несколько раз, с Висковатого живьём срезали мясо). В Александровой слободе были утоплены в реке Серой домочадцы казнённых (около 60 женщин и детей). Всего было приговорено к казни 300 человек, однако 187 из них царь помиловал.

### Московские казни 1570‒1571 годов
Теперь под репрессии попали самые приближённые к царю люди, руководители опричнины. Были обвинены в измене любимцы царя, опричники Басмановы — отец с сыном, князь Афанасий Вяземский, а также несколько видных руководителей земщины — печатник Иван Висковатый, казначей Фуников и др. Вместе с ними в конце июля 1570 г. было казнено в Москве до 200 человек: думный дьяк читал имена осуждённых, палачи-опричники кололи, рубили, вешали, обливали осуждённых кипятком. Как рассказывали, царь лично принимал участие в казнях, а толпы опричников стояли кругом и приветствовали казни криками «гойда, гойда». Преследованию подвергались жёны, дети казнённых, даже их домочадцы; имение их отбиралось на государя. Казни не раз возобновлялись, и впоследствии погибли: князь Пётр Серебряный-Оболенский, думный дьяк Захарий Очин-Плещеев, Иван Воронцов и др., причём царь придумывал особые способы мучений: раскалённые сковороды, печи, клещи, тонкие верёвки, перетирающие тело, и т. п. Боярина Козаринова-Голохвастова, принявшего схиму, чтобы избежать казни, он велел взорвать на бочке пороха, на том основании, что схимники — ангелы, а потому должны лететь на небо. Московские казни 1570‒1571 годов были апогеем опричного террора.

### Конец опричнины
В 1571 году выступил в поход на Москву крымский хан Девлет-Гирей. Согласно В. Б. Кобрину, разложившаяся опричнина при этом продемонстрировала полную недееспособность: привыкшие к грабежам мирного населения опричники просто не явились на войну, так что их набралось только на один полк (против пяти земских полков), после чего царь принял решение отменить опричнину.
В 1575 году Иван поставил во главе земщины крещёного татарского царевича Симеона Бекбулатовича, бывшего раньше касимовским царевичем, венчал его царским венцом, сам ездил к нему на поклон, величал его «великим князем всея Руси», а себя — государем князем московским. От имени великого князя Симеона всея Руси писались некоторые грамоты, впрочем, неважные по содержанию.
Этому предшествовал новый всплеск казней, когда был разгромлен тот круг приближённых, который установился в 1572 году, после уничтожения опричной верхушки. После развода с очередной женой (Анной Васильчиковой) Иван Грозный отправил на плаху ряд представителей своего ближнего двора: четверых братьев Тулуповых с матерью Анной (они успели породниться с Васильчиковыми), 40 дворян, а также бояр Я. Мансурова и В. И. Умного-Колычёва; брат последнего Фёдор был сослан в монастырь (на свадьбе с Васильчиковой в 1574 году из 35 гостей 19 принадлежали к роду Колычёвых). Личный врач и астролог царя Елисей Бомелей попытался бежать за границу, но был схвачен и подвергнут пыткам (позже его казнили). Обрушились репрессии и на церковную верхушку: лишились голов архимандриты двух придворных монастырей в Москве: Чудова — Евфимий, и Симонова — Иосиф. Был схвачен и уморён в темнице новгородский архиепископ Леонид (его обвинили в чародействе, в связи с чем в Новгороде было сожжено 15 женщин, которые ворожили якобы по заданию архиепископа). Было начато следствие в отношении митрополита Антония и игумена Крутицкого монастыря в Москве Тарасия. Отрёкшись от престола, Иван Васильевич взял себе «удел» и образовал свою «удельную» думу, в которой теперь заправляли Нагие, Годуновы и Бельские. Расправы с членами прежней думы продолжились: были казнены И. А. Бутурлин с сыном и дочерью, Д. Бутурлин, П. А. Куракин, Никита и Василий Борисовы (родственники убитой Ефросиньи Хованской), протопоп Архангельского собора Кремля Иван, дьяки Д. Владимиров (Разбойный приказ) и О. Ильин (Дворцовый приказ). При этом отрубленные головы были брошены на дворы митрополита Антония, воеводы Ивана Шереметева «Меньшого», первого боярина думы И. Ф. Мстиславского и главного земского дьяка А. Я. Щелкалова. Симеон оставался во главе земщины одиннадцать месяцев: затем Иван Васильевич дал ему в удел Тверь и Торжок.
Разделение на опричнину и земщину не было, однако, отменено; опричнина существовала до смерти Грозного (1584), но это слово вышло из употребления и стало заменяться словом двор, а опричник — словом дворовый, вместо «города и воеводы опричные и земские» говорили — «города и воеводы дворовые и земские».

## Последствия опричнины
Главная цель опричнины — подорвать основы независимости крупного дворянства — не была достигнута. Общий результат опричнины историк XIX столетия В. О. Ключевский формулирует так: «Современники поняли, что опричнина, выводя крамолу, вводила анархию, оберегая государя, колебала самые основы государства. Направленная против воображаемой крамолы, она подготовляла действительную». В результате этого:
- На западе войска Речи Посполитой успешно оттеснили русских. Ливонская война была окончена с незначительными достижениями Москвы;
- Шведские войска захватили Нарву, Копорье и др. уезды и отказывались их возвращать;
- В 1571 году из-за низкой боеспособности опричного войска крымские татары сожгли Москву;
- Произошло дальнейшее закрепощение крестьянства, причём в самых жёстких формах (барщина).

Итак, разорение и террор опричных лет (1565—1572) стали одними из главных причин того глубокого кризиса, который переживала Россия в конце XVI в. Усилившаяся социальная нестабильность в условиях династического кризиса — отсутствия прямого наследника — привела русское государство (через 20 лет) к трагическим событиям Смутного времени: голоду, неурожаю, появлению самозванцев, претендующих на престол, нашествию иноземных войск, полному обнищанию народа, упадку экономики, деградации государства.
Жертвами репрессий за всё время царствия Ивана IV стало, по оценке Р. Г. Скрынникова, проанализировавшего поминальные списки (синодики), около 4,5 тысяч человек, однако другие историки, такие как В. Б. Кобрин, считают эту цифру крайне заниженной.
Как отмечает В. Кобрин, «писцовые книги, составленные в первые десятилетия после опричнины, создают впечатление, что страна испытала опустошительное вражеское нашествие». До 90 % земли лежало «в пустее». Многие помещики разорились настолько, что бросили свои поместья, откуда разбежались все крестьяне, и «волочились меж двор».
Книги полны записями такого рода: «…опритчиные на правежи замучили, дети с голоду примерли», «опритчина живот пограбели, а скотину засекли, а сам умер, дети безвесно збежали», «опричиныи замучили, живот пограбели, дом сожгли». В Двинской земле, где собирал подати опричник Барсега Леонтьев, целые волости запустели по выражению официального документа «от гладу, и от море, и от Басаргина правежу». В духовной грамоте 1560-х годов автор отмечает, что его село и деревню в Рузском уезде «опришницы розвозили, и та земля стояла в пусте лет з двацеть». Экономические и демографические результаты опричнины резюмировал псковский летописец, записавший: «Царь учиниша опричнину… И от того бысть запустение велие Русской земли».
Непосредственным результатом запустения был «глад и мор», так как разгром подрывал основы шаткого хозяйства даже уцелевших, лишал его ресурсов. Бегство крестьян, в свою очередь, привело к необходимости насильно удерживать их на местах — отсюда введение «заповедных лет», плавно переросшее в учреждение крепостного права. В плане идеологическом опричнина привела к падению морального авторитета и легитимности царской власти; из защитника и законодателя царь и олицетворяемое им государство превратились в грабителя и насильника. Выстраиваемая десятилетиями система государственного управления сменилась примитивной военной диктатурой. Попирание Иваном Грозным православных норм и ценностей и репрессии в отношении церкви лишили смысла самопринятый догмат «Москва — третий Рим» и привели к ослаблению нравственных ориентиров в обществе. Как считает ряд историков, события, связанные с опричниной, явились непосредственной причиной системного общественно-политического кризиса, охватившего Россию через 20 лет после смерти Грозного и известного под именем «Смутного времени». По словам В. О. Ключевского:

 Превратив политический вопрос о порядке в ожесточенную вражду с лицами, в бесцельную и неразборчивую резню, он своей опричниной внёс в общество страшную смуту, а сыноубийством подготовил гибель своей династии. Между тем успешно начатые внешние предприятия и внутренние реформы расстроились, были брошены недоконченными по вине неосторожно обострённой внутренней вражды.
Опричнина показала свою полную военную неэффективность, проявившуюся во время нашествия Девлет-Гирея и признанную самим царём.

## Историческая оценка
Исторические оценки опричнины могут кардинально разниться в зависимости от эпохи, научной школы, к которой принадлежит историк, и т. п. До известной степени, основы этих противоположных оценок были заложены уже во времена самого Грозного, когда сосуществовали две точки зрения: официальная, рассматривавшая опричнину как акцию по борьбе с «изменой», и неофициальная, видевшая в ней бессмысленный и труднопостижимый эксцесс «грозного царя».

### Дореволюционные концепции
По мнению большинства дореволюционных историков, опричнина была проявлением болезненного помешательства царя и его тиранических наклонностей. В историографии XIX века этой точки зрения придерживались Н. М. Карамзин, Н. И. Костомаров, Д. И. Иловайский, отрицавшие в опричнине всякий политический и вообще рациональный смысл.
В противоположность им С. М. Соловьёв старался рационально осмыслить учреждение опричнины, объясняя его в рамках теории борьбы государственного и родового начал, и видя опричнину направленной против второго, представителями которого считает боярство. По его мнению: «Опричнина была учреждена потому, что царь заподозрил вельмож в неприязни к себе и хотел иметь при себе людей вполне преданных ему. Напуганный отъездом Курбского и протестом, который тот подал от имени всех своих собратий, Иоанн заподозрил всех бояр своих и схватился за средство, которое освобождало его от них, освобождало от необходимости постоянного, ежедневного общения с ними». Мнение Соловьёва разделял К. Н. Бестужев-Рюмин.
Сходно рассматривал опричнину и В. О. Ключевский, считавший её результатом борьбы царя с боярством — борьбы, которая «имела не политическое, а династическое происхождение»; ни та, ни другая сторона не знала, как ужиться одной с другой и как обойтись друг без друга. Они попытались разделиться, жить рядом, но не вместе. Попыткой устроить такое политическое сожительство и было разделение государства на опричнину и земщину.
Е. А. Белов, выступая в своей монографии «Об историческом значении русского боярства до конца XVII в.» апологетом Ивана Грозного, находит в опричнине глубокий государственный смысл. В частности, опричнина способствовала уничтожению привилегий феодальной знати, которая препятствовала объективным тенденциям централизации государства.
Одновременно делаются первые попытки найти социальные, а затем и социально-экономическую подоплёку опричнины, ставшие магистральными в XX веке. По мнению К. Д. Кавелина: «Опричнина была первой попыткой создать служебное дворянство и заменить им родовое вельможество, на место рода, кровного начала, поставить в государственном управлении начало личного достоинства».
По мнению С. Ф. Платонова, опричнина нанесла ощутимый удар по оппозиционной аристократии, тем самым укрепив русскую государственность в целом. Похожего мнения придерживался Н. А. Рожков, называвший опричнину выражением победы «самодержавной власти царя над олигархическими тенденциями боярства». В завещании царь написал: «А что если учинил опришнину, и то на воле детей моих, Ивана и Фёдора, как им прибыльнее, и чинят, а образец им учинил готов».
В своём «Полном курсе лекций по русской истории» Платонов излагает следующий взгляд на опричнину:

В учреждении опричнины вовсе не было «удаления главы государства от государства», как выражался С. М. Соловьёв; напротив, опричнина забирала в свои руки все государство в его коренной части, оставив «земскому» управлению рубежи, и даже стремилась к государственным преобразованиям, ибо вносила существенные перемены в состав служилого землевладения. Уничтожая его аристократический строй, опричнина была направлена, в сущности, против тех сторон государственного порядка, которые терпели и поддерживали такой строй. Она действовала не «против лиц», как говорит В. О. Ключевский, а именно против порядка, и потому была гораздо более орудием государственной реформы, чем простым полицейским средством пресечения и предупреждения государственных преступлений.

Платонов видит основную суть опричнины в энергичной мобилизации землевладения, при которой землевладение, благодаря массовому выводу прежних вотчинников с взятых в опричнину земель, отрывалось от прежних удельно-вотчинных феодальных порядков и связывалось с обязательной военной службой.

### Советская концепция
С конца 1930-х годов в советской историографии возобладала точка зрения о прогрессивном характере опричнины, которая, согласно этой концепции, была направлена против остатков раздробленности и влияния боярства, рассматривавшегося как реакционная сила, и отражала интересы служилого дворянства, поддерживавшего централизацию, что, в конечном счёте, отождествлялось с общенациональными интересами. Истоки опричнины виделись, с одной стороны, в борьбе крупного вотчинного и мелкого поместного землевладения, с другой же стороны — в борьбе прогрессивной центральной власти и реакционной княжеско-боярской оппозиции. Установочную точку зрения выразил И. В. Сталин на встрече с кинематографистами по поводу 2-й серии фильма Эйзенштейна «Иван Грозный» (запрещённой):
(Эйзенштейн) изобразил опричников как последних паршивцев, дегенератов, что-то вроде американского Ку-клукс-клана… Войска опричнины были прогрессивными войсками, на которые опирался Иван Грозный, чтобы собрать Россию в одно централизованное государство против феодальных князей, которые хотели раздробить и ослабить его. У него старое отношение к опричнине. Отношение старых историков к опричнине было грубо отрицательным, потому что репрессии Грозного они расценивали как репрессии Николая II и совершенно отвлекались от исторической обстановки, в которой это происходило. В наше время другой взгляд на это.
Концепция эта восходила к дореволюционным историкам и прежде всего к С. Ф. Платонову, и вместе с тем насаждалась административным путём. Однако, не все советские историки следовали официальной линии. К примеру, C. Б. Веселовский писал:
С. Ф. Платонов упустил из виду, что Судебник 1550 г. определённо запретил детям боярским, не получившим полной отставки, поступать на службу к владыкам и частным лицам. <…> в том же 1550 г. состоялся указ, запрещавший митрополиту и владыкам принимать к себе на службу детей боярских без особого разрешения царя. А в ближайшие годы, в связи с уложением 1556 г. о кормленьях и службе с земли, служба с земли стала обязательной и все землевладельцы лишились права никому не служить или служить княжатам, боярам и другим крупным землевладельцам. Этот большой удар по пережиткам феодализма был сделан задолго до опричнины <…> И вообще опричнина не имела никакого отношения к этим действительно важным государственным преобразованиям.
Р. Ю. Виппер считал, что «учреждение опричнины было в первую очередь крупнейшей военно-административной реформой, вызванной нарастающими трудностями великой войны за доступ к Балтийскому морю, за открытие сношений с Западной Европой», и видел в нём опыт создания дисциплинированной, боеспособной и преданной царю армии.
В 1946 году вышло Постановление ЦК ВКП(б), в котором говорилось о «прогрессивном войске опричников». Прогрессивное значение в тогдашней историографии Опричного войска состояло в том, что его образование было необходимым этапом в борьбе за укрепление централизованного государства и представляло собой борьбу центральной власти, опиравшейся на служилое дворянство, против феодальной аристократии и удельных пережитков, сделать невозможным даже частичный возврат к ней — и тем самым обеспечить военную оборону страны. .
И. И. Полосин предполагает: «Может быть, метла и пёсья голова опричников Грозного были обращены не только против боярской измены внутри страны, но и против… католической агрессии и католической опасности».
Развёрнутая оценка опричнины дана в монографии А. А. Зимина «Опричнина Ивана Грозного» (1964), которая содержит следующую оценку явления:

Опричнина была орудием разгрома реакционной феодальной знати, но в то же время введение опричнины сопровождалось усиленным захватом крестьянских «чёрных» земель. Опричный порядок был новым шагом на пути к укреплению феодальной собственности на землю и закрепощению крестьянства. Произведённое разделение территории на «опричнину» и «земщину» (…) способствовало централизации государства, ибо это деление было направлено своим остриём против боярской аристократии и удельно-княжеской оппозиции.

Одной из задач опричнины было укрепление обороноспособности, поэтому в опричнину отбирались земли тех вельмож, которые не отбывали военную службу со своих вотчин. Правительство Ивана IV проводило персональный пересмотр феодалов. Весь 1565 год был наполнен мероприятиями по перебору земель, ломкой сложившегося старинного землевладения.

В интересах широких кругов дворянства проводились Иваном Грозным мероприятия, имевшие целью ликвидировать остатки былой раздробленности и, наводя порядок в феодальном беспорядке, крепить централизованную монархию с сильной царской властью во главе. Сочувствовало политике Ивана Грозного и посадское население, заинтересованное в укреплении царской власти, ликвидации пережитков феодальной раздробленности и привилегий. Борьба правительства Ивана Грозного с аристократией встречала сочувствие народных масс. Реакционное боярство, предавая национальные интересы Руси, стремилось к расчленению государства и могло привести к порабощению русского народа иноземными захватчиками.

Опричнина знаменовала собой решительный шаг по пути укрепления централизованного аппарата власти, борьбы с сепаратистскими претензиями реакционного боярства, облегчала защиту рубежей Русского государства. В этом заключалось прогрессивное содержание реформ периода опричнины. Но опричнина была и средством подавления угнетённого крестьянства, она проводилась правительством за счёт усиления феодально-крепостнического гнёта и являлась одним из значительных факторов, вызвавших дальнейшее углубление классовых противоречий и развитие классовой борьбы в стране.
В конце жизни Зимин пересмотрел свои взгляды в сторону сугубо отрицательной оценки опричнины, видя в «кровавом зареве опричнины» крайнее проявление крепостнических и деспотических тенденций в противовес предбуржуазным. Эти позиции развили его ученик В. Б. Кобрин и ученик последнего А. Л. Юрганов. Опираясь на конкретные исследования, начавшиеся ещё до Великой Отечественной войны и проведённые в особенности С. Б. Веселовским и Зиминым (и продолженные Кобриным), они показали, что теория о разгроме в результате опричнины вотчинного землевладения — миф. С этой точки зрения, разница между вотчинным и поместным землевладением была не такой принципиальной, как считалось ранее; массового вывода вотчинников с опричных земель (в чём С. Ф. Платонов и его последователи и видели самую суть опричнины) вопреки декларациям не было осуществлено; В действительности вотчин лишились главным образом опальные и их родственники, тогда как «благонадёжные» вотчинники, видимо, были взяты в опричнину; при этом в опричнину брались как раз те уезды, где преобладало мелкое и среднее землевладение; в самой опричнине был большой процент родовой знати; наконец, опровергаются и утверждения о персональной направленности опричнины против бояр: жертвы-бояре особо отмечены в источниках потому, что они были наиболее видными, но в конечном итоге гибли от опричнины прежде всего рядовые землевладельцы и простолюдины: по подсчётам Веселовского, на одного боярина или человека из Государева двора приходилось три-четыре рядовых землевладельца, а на одного служилого человека — десяток простолюдинов. К тому же террор обрушился и на бюрократию (дьячество), которая, согласно старой схеме, должна была быть опорой центральной власти в борьбе с «реакционным» боярством и удельными пережитками. Отмечается также, что сопротивление боярства и потомков удельных князей централизации — вообще чисто спекулятивная конструкция, выведенная из теоретических аналогий между социальным строем России и Западной Европой эпохи феодализма и абсолютизма; никаких прямых оснований для таких утверждений источники не дают. Постулирование же широкомасштабных «боярских заговоров» в эпоху Ивана Грозного основывается на утверждениях, исходящих от самого Грозного. В конечном счёте эта школа отмечает, что, хотя опричнина объективно разрешала (пусть и варварскими методами) некоторые насущные задачи, прежде всего усиление централизации, уничтожение остатков удельной системы и самостоятельности церкви — она была, прежде всего, орудием установления личной деспотической власти Ивана Грозного.
Кобрин обращает внимание на мрачноватый, но удачный, по мнению историка, каламбур в повествовании Курбского: опричников князь называл кромешниками; в аду же, как считалось, господствовала «тьма кромешная». Опричники стали у Курбского адовым воинством.
По мнению Кобрина, опричнина объективно укрепила централизацию (что «Избранная рада пыталась сделать методом постепенных структурных реформ»), покончила с остатками удельной системы и независимостью церкви. При этом опричные грабежи, убийства, вымогательства и прочие бесчинства привели к полному разорению Руси, зафиксированному в переписных книгах и сравнимому с последствиями вражеского нашествия. Главный результат опричнины, по Кобрину, это утверждение самодержавия в крайне деспотических формах, а опосредованно также утверждение крепостничества. Наконец, опричнина и террор, по Кобрину, подточили нравственные устои русского общества, уничтожили чувство собственного достоинства, самостоятельности, ответственности.

Только всестороннее исследование политического развития Российского государства во второй половине XVI в. позволит дать обоснованный ответ на вопрос о сущности репрессивного режима опричнины с точки зрения исторических судеб страны.
— Скрынников Р. Г. Царство террора.

В лице первого царя Ивана Грозного исторический процесс становления русского самодержавства нашёл исполнителя, вполне осознававшего свою историческую миссию. Кроме его публицистических и теоретических выступлений, об этом ясно свидетельствует точно рассчитанная и с полным успехом проведённая политическая акция учреждения опричнины.
— Альшиц Д. Н. Начало самодержавия в России…

## В искусстве
Владимир Сорокин, автор повести «День опричника» (2006), пишет:
«Кто из классиков русской литературы осмелился не просто глянуть мельком, но пристально всмотреться в страшного зверя по имени Опричнина? Лишь один граф Алексей Константинович Толстой посмел. Всмотрелся, вслушался, справился с оторопью сердечной. Обмакнул перо в чернила. И написал увлекательный и трогательный роман „Князь Серебряный“, словно кусок времени живого вырезал из кромешной истории Иоанна Васильевича, первого российского самодержца-параноика».
«Если говорить всерьез об опричнине, об этом зловещем феномене, то парадокс в том, что она не была описана в литературе. Получается, что классики наши, бородатые и великие, стеснялись писать об этом. И боялись. Понимаю почему — не только по цензурным соображениям.»
Помимо известного романа А. К. Толстого, Опричнина служит фоном для следующих произведений:
- «Песня о купце Калашникове» (1838) — историческая поэма Михаила Лермонтова.
- «Опричник» (1842) — трагедия Ивана Лажечникова.
- «Царская невеста» (1849) — пьеса Льва Мея.
- «Опричник» (1870—1872) — опера П. И. Чайковского по одноимённой трагедии Ивана Лажечникова.
- «Царская невеста» (1899) — опера Николая Римского-Корсакова по одноимённой драме Льва Мея.
- «По царскому велению» (1910) — рассказ Лидии Чарской.
- «Царская невеста» (1965) — фильм режиссёра Владимира Гориккера по одноимённой опере Николая Римского-Корсакова.
- «Корсары Ивана Грозного» (1973) — исторический роман Константина Бадигина.
- «Царь Иван Грозный» (1991) — экранизация романа А. К. Толстого «Князь Серебряный» режиссёром Геннадием Васильевым.
- «Гроза над Русью» (1992) — экранизация романа А. К. Толстого «Князь Серебряный» режиссёром Алексеем Салтыковым.
- «Царь» (2009) — исторический фильм режиссёра Павла Лунгина.
- «Грозное время» (2012) — мини-сериал режиссёров Александра Даруги и Александра Шапошникова.
- «Годунов» (2019, первый сезон) — исторический телесериал режиссёра Алексея Андрианова.
- «Грозный» (2020) — исторический телесериал режиссёра Алексея Андрианова.

## Комментарии
1. ↑  «И царь и великий князь гнев свой положил на своих богомольцев, на архиепископов и епископов и на архимандритов и на игуменов, и на бояр своих и на дворецкого и конюшего и на околничих и на казначеев и на дьяков и на детей боярских и на всех приказных людей опалу свою положил…» — (по Никоновской летописи)